# Maria Leonor
Maria Leonor Leite Pereira Magro, mais conhecida por Maria Leonor (Santa Isabel, Lisboa, 6 de setembro de 1920 — Lisboa, 9 de fevereiro de 1988), foi uma famosa locutora de rádio portuguesa.

## Biografia
Maria Leonor Leite Pereira Magro nasceu em 1920 em Santa Isabel, Lisboa. Era filha de Abílio da Cruz Pereira Magro (Montalegre, 28 de outubro de 1874 — Lapa, Lisboa, 25 de julho de 1953), Escrivão de Direito do 1.º Distrito Criminal de Lisboa e chefe da secção do Registo Criminal da mesma cidade, e de Maria Preciosa Leite Magro, natural de Vila Pouca de Aguiar.
Iniciou com 24 anos a sua carreira na Emissora Nacional.
A 18 de janeiro de 1947, casou na Basílica da Estrela, em Lisboa, com o também locutor Pedro Heleno Pereira da Silva Moutinho (Penha de França, Lisboa, 25 de dezembro de 1918 — Lisboa, 18 de março de 1999), filho de Francisco Alves Moutinho, natural de Angra do Heroísmo, e de Aurora Pereira da Silva Moutinho, doméstica, natural de Mangualde (freguesia de Alcafache). Por sentença de 29 de novembro de 1950, foi decretada a separação judicial de pessoas e bens entre o casal. Por sentença transitada em julgado a 16 de outubro de 1975, a separação judicial de pessoas de bens foi convertida em divórcio. Do casamento nasceu o filho, Luís Moutinho, que foi músico nos Deltons, Sheiks e Tyree Glenn Junior Band.
Maria Leonor foi convidada em 1950 a gravar, em Londres e Paris, o disco do primeiro serviço de horas da então Companhia dos Telefones, tendo sido o primeiro "relógio falante" do mundo.
No magazine Cinema 64 notabilizou-se em entrevistas a nomes como Roger Moore, Sammy Davis Jr., Dalida e Fernandel.
Locutora da rádio e televisão, passou também pela BBC, ORFT e RTP.
Em 1977 fez parte do júri do programa A Visita da Cornélia da RTP. No ano seguinte apresentou o programa Arquivos de Sábado inseridos no âmbito das retrospetivas que assinalaram os 20 anos da RTP (1957-1977).
Foi diretora de programas do Canal 1 da RDP.
Maria Leonor morreu no dia 9 de fevereiro de 1988 aos 67 anos de idade.

## Distinções
- Em 1962 recebeu o espanhol Prémio Ondas para melhor locutora internacional.[10]
- Foi-lhe atribuído o Prémio Bordalo 1962, na categoria Rádio, a par de Artur Agostinho como "Melhores locutores" e programa "Melodias de Sempre»", entregue pela Casa da Imprensa em 1963.

Foi atribuído a Maria Leonor o Óscar da Imprensa (1962), ou Prémio Bordalo, na categoria Rádio, a par de Artur Agostinho como "Melhores locutores". Entregues pela Casa da Imprensa no Pavilhão dos Desportos de Lisboa, em 14 de Fevereiro de 1963, os percursores dos Prémios da Imprensa distinguiriam ainda, nesta categoria, o programa Melodias de Sempre, de António Miguel, e como "Melhor Produtor" Francisco Mata.

- Recebeu o Prémio da Imprensa (1968), ou Prémio Bordalo, na categoria Rádio, como "Prémio de Mérito" enquanto locutora da Emissora Nacional. Na mesma categoria seriam premiados os locutores Maria Manuela, Paulino Gomes e Igrejas Caeiro e o programa PBX tendo os prémios sido  entregues pela Casa da Imprensa em 1969.[12]
- Em 1981 recebeu a Medalha de Mérito da Câmara Municipal de Lisboa.[5]
- Em 1982 foi feita Comendadeira da Ordem do Infante D. Henrique, a 2 de Abril.[13]
- Recebeu o Prémio Bordalo 1981 (o seu terceiro), na categoria Rádio, por "Recompensa de uma Carreira". Na mesma categoria seriam premiado Carlos Cruz como "Melhor realizador de programa e autor de rubrica" sendo os galardões entregues pela Casa da Imprensa em 1982.[12]
- Foi homenageada no programa A Minha Amiga Rádio,[quando?] apresentado entre 1991 e 1997 por Luís Garlito na RDP-Antena 1